# 风云对话
风云对话（英语：Talk With World Leaders）是凤凰卫视的高端访谈节目，节目主要采访世界各国政治人物，以“中国心”和“中国眼”看世界。节目前身为《时事大参考》，现任主持人为朱梓橦。

节目主持人最初由阮次山担任，2014年至2022年由兼任记者的傅晓田担任主持，2018年起加入鳳凰衝擊播星期四時段，以取代原節目《社會正能量》。2022年8月，节目由凤凰卫视主持人朱梓橦担任主持。

## 冠名
- 2012年及之前的节目由瑞麒冠名，定名为瑞麒·风云对话。
- 2013-2021年，节目没有任何冠名。
- 2022年起，節目由中遠海運冠名。

## 播出时间[2]
- 凤凰卫视资讯台：香港时间周六13:30首播，周一03:30、06:30、09:30、14:30重播
- 凤凰卫视中文台：香港时间周四20:30首播，周五03:00、16:00重播
- 凤凰卫视美洲台：美国西岸时间周四12:40首播，首播当天22:05、次日周五3:05、周日10:30重播
- 凤凰卫视欧洲台：伦敦时间周四18:50首播，周五21:45、周日09:25、次周四11:05重播
- 鳳凰衛視香港台：香港时间周日17:00首播，周一01:45、09:15、12:30、22:30重播

## 语言
本节目大部分情况下使用普通话，而采访对象根据自身情况，使用母语或英语，若对方使用母语，则会请翻译员对主持人提出的问题进行翻译。

## 同名书籍
- 《风云对话》，世界知识出版社，ISBN 7501221804